# 25369 Dawndonovan
A 25369 Dawndonovan (ideiglenes jelöléssel 1999 TR108) a Naprendszer kisbolygóövében található aszteroida. A LINEAR projekt keretében fedezték fel 1999. október 4-én.